# Lumberport (Virginia Occidental)
Lumberport es un pueblo ubicado en el condado de Harrison en el estado estadounidense de Virginia Occidental. En el Censo de 2010 tenía una población de 876 habitantes y una densidad poblacional de 672,42 personas por km².

## Geografía
Lumberport se encuentra ubicado en las coordenadas 39°22′27″N 80°20′54″O / 39.37417, -80.34833. Según la Oficina del Censo de los Estados Unidos, Lumberport tiene una superficie total de 1.3 km², de la cual 1.3 km² corresponden a tierra firme y (0%) 0 km² es agua.

## Demografía
Según el censo de 2010, había 876 personas residiendo en Lumberport. La densidad de población era de 672,42 hab./km². De los 876 habitantes, Lumberport estaba compuesto por el 98.4% blancos, el 0.46% eran afroamericanos, el 0.23% eran amerindios, el 0% eran asiáticos, el 0% eran isleños del Pacífico, el 0% eran de otras razas y el 0.91% pertenecían a dos o más razas. Del total de la población el 1.03% eran hispanos o latinos de cualquier raza.